# Павлополье
Павлопо́лье (укр. Павлопілля) — село,
Павлопольский сельский совет,
Никопольский район,
Днепропетровская область,
Украина.
Код КОАТУУ — 1222985001. Население по переписи 2001 года составляло 820 человек.
Является административным центром Павлопольского сельского совета, в который, кроме того, входят сёла
Водяное,
Звезда,
Ивановка,
Маринополь,
Приют и
Шишкино.

## Географическое положение

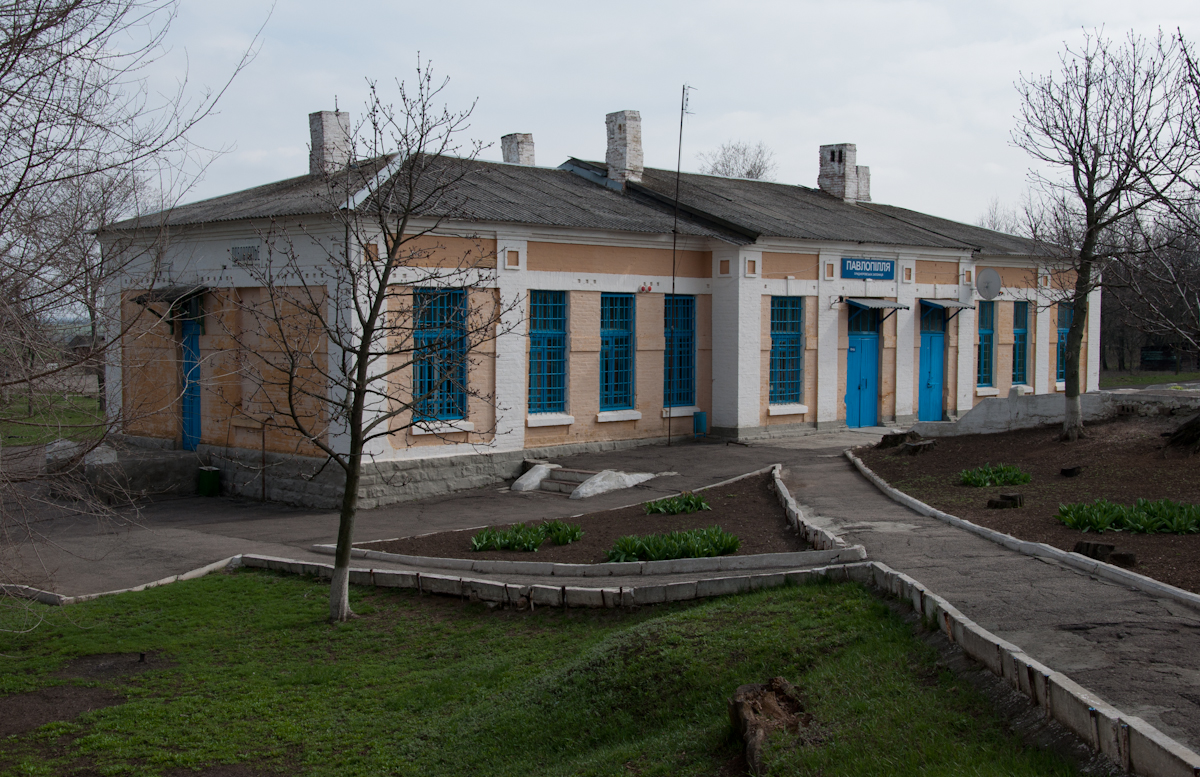
Вокзал станции Павлополье

Село Павлополье находится в 1,5 км от левого берега реки Базавлучек,
выше по течению на расстоянии в 3 км расположено село Приют,
ниже по течению на расстоянии в 2 км расположено село Петропавловка (Софиевский район).
По селу протекает пересыхающий ручей с запрудой.
Через село проходит железная дорога, станция Павлополье.

## История
- Село Павлополье основано в 1925 году переселенцами из Черниговщины.

## Экономика
- ООО «Агрофирма „Весна“».
- Павлопольский элеватор.

## Объекты социальной сферы
- Школа.
- Детский сад.
- Дом культуры.
- Фельдшерско-акушерский пункт.

## Достопримечательности
- Братская могила советских воинов.